# Kościół Apostołów Piotra i Pawła w Kniei
Kościół Apostołów Piotra i Pawła – rzymskokatolicki kościół filialny położony we wsi Knieja (gmina Zębowice). Kościół należy do parafii Wniebowzięcia NMP w Zębowicach w dekanacie Dobrodzień (diecezja opolska)